# Hinzerter Bach
Der Hinzerter Bach ist ein linker Zufluss des Winkelbaches im Landkreis Trier-Saarburg, Rheinland-Pfalz, Deutschland.
Er hat eine Länge von 2,21 Kilometern und ein Wassereinzugsgebiet von 3,771 Quadratkilometern.
Der Bach entspringt im Manderner Wald nördlich der Hunsrückhöhenstraße, fließt nördlich am Hinzerterbruch vorbei und mündet südwestlich von Mandern in den Winkelbach.